# Michael Riddle
Michael Riddle (conocido como Mike Riddle; Edmonton, 17 de junio de 1986) es un deportista canadiense que compitió en esquí acrobático, especialista en la prueba de halfpipe.
Participó en dos Juegos Olímpicos de Invierno, obteniendo una medalla de plata en Sochi 2014, en la prueba de halfpipe, y el sexto lugar en Pyeongchang 2018.
Ganó dos medallas en el Campeonato Mundial de Esquí Acrobático, oro en 2011 y plata en 2017.

## Medallero internacional
| Juegos Olímpicos   | Juegos Olímpicos             | Juegos Olímpicos | Juegos Olímpicos |
| Año                | Lugar                        | Medalla          | Prueba           |
| ------------------ | ---------------------------- | ---------------- | ---------------- |
| 2014               | Sochi (Rusia)                | Medalla de plata | Halfpipe         |
| Campeonato Mundial |                              |                  |                  |
| Año                | Lugar                        | Medalla          | Prueba           |
| 2011               | Deer Valley (Estados Unidos) | Medalla de oro   | Halfpipe         |
| 2017               | Sierra Nevada (España)       | Medalla de plata | Halfpipe         |